# Hemibryomima benigna
Hemibryomima benigna là một loài bướm đêm trong họ Noctuidae.